# Kategorie funktorů
Kategorie funktorů je kategorie, jejíž objekty jsou funktory z kategorie C do kategorie D. Jde-li o stejnou kategorii, jedná se o kategorii endofunktorů. Morfismy v kategorii funktorů jsou přirozené transformace, jejichž (vertikální) skládání splňuje podmínky definice kategorie.
Kategorie endofunktorů spolu s operací skládání tvoří monoidální kategorii s funktorem identity jako jednotkovým prvkem. Monoidy v této kategorii, tzv. monády, představují základní stavební prvky ve funkcionálních jazycích.